# Dolichancistrus fuesslii
Dolichancistrus fuesslii är en fiskart som först beskrevs av Steindachner, 1911.  Dolichancistrus fuesslii ingår i släktet Dolichancistrus och familjen Loricariidae. Inga underarter finns listade i Catalogue of Life.